# Geotrigona kaba
Geotrigona kaba là một loài Hymenoptera trong họ Apidae. Loài này được Gonzalez & Sepúlveda mô tả khoa học năm 2007.